# Упадхяй, Лалит
Лалит Кумар Упадхяй (хинди ललित कुमार उपाध्याय; род. 1 декабря 1993, Варанаси, Уттар-Прадеш) — индийский хоккеист на траве, нападающий сборной Индии. Бронзовый призёр Олимпийских игр (2020).

## Биография
Лалит Кумар Упадхяй родился 1 декабря 1993 года.
Закончил Колледж Уттар-Прадеш в Варанаси.

## Карьера
По воспоминаниям Лалита Упадхяя, он начал играть в хоккей, когда был в шестом классе и наблюдал за своим братом Амитом. Из-за травм он был вынужден завершить карьеру, но при этом сумел найти работу, из-за чего сам Лалит также решил играть в хоккей.
В 2014 году Лалит Упадхяй принял участие на чемпионате мира в Гааге. Индийская сборная, однако, вылетела уже на стадии 1/8 финала.
В 2015 году Упадхяй получил травму во время тренировки в Бангалоре и пропустил Финал Мировой лиги.
В Финале мировой серии 2016/2017, который проходил в Бхубанешваре, завоевал бронзовую медаль. В 2017 году стал чемпионом Кубка Азии в Дакке.
В 2018 завоевал серебряную медаль со сборной на Трофее чемпионов в Бреде, а также бронзу на Азиатских играх в Джакарте. На домашнем чемпионате мира в Бхубанешваре Индия добралась до четвертьфинала, и Лалит Упадхяй был в составе.
В 2020 году участвовал в Про-лиге Международной федерации хоккея на траве, где сборная Индии стала четвёртой.
Принял участие на летних Олимпийских играх 2020 года в Токио. Сборная Индии в групповом этапе одержала 4 победы и вышла в плей-офф со второго места. В четвертьфинале индийцы победили Великобританию со счётом 3:1, однако затем уступили будущим олимпийским чемпионам Бельгии 3:5. В матче за бронзу Индия победила Германию со счётом 5:4, впервые с московской Олимпиады в 1980 году завоевав медаль в хоккее на траве. Сыграл в пяти матчах, в четырёх из которых выходил на замену. Забитыми голами отличиться не смог.